# SMS Schlesien (1906)
«Шлезієн» був одним із п'яти додредноутів типу «Дойчланд», побудованих для німецького Імператорського флоту між 1904 і 1906 роками. Названий на честь німецької провінції Сілезія, «Шлезієн», як і решта кораблів його типу були морально застаріли до того моменту, як вони вступили в озброєння, оскільки вони поступалися за розміром, броньовим захистом, вогневою потужністю та швидкістю новому революційному британському лінкору «Дредноут».

## Служба
Після введення в експлуатацію «Шлезієн» був приписаний до I бойової ескадри Флоту відкритого моря, згодом переведений до II бойової ескадри. На початку своєї кар'єри він переважно брав участь у навчальних походах та маневрах флоту. 

### Перша світова війна
Він служив на флоті протягом перших двох років Першої світової війни, брав участь у Ютландській битві 31 травня – 1 червня 1916 року, де короткий час активно брала участь у бою. Після Ютландської битви керівництво Імператорського флоту знизило статус Schlesien до корабля охорони, до того, як 1917 року він став навчальним кораблем. Версальський договір дозволив німецькому флоту утримувати вісім застарілих лінійних кораблів, включаючи «Шлезієн», для захисту німецького узбережжя. Спочатку він перебував у резерві, але був модернізований у середині 1920-х років і активно використовувався  реорганізованим Рейхсмаріне.

### Друга світова війна
«Шлезієн» обмежено використовувався і під час Другої світової війни, зокрема залучався до обстрілів польських сил під час вторгнення у вересні 1939 р. Корабель супроводжував тральщики під час операції «Везерюбунг» (вторгнення у Данію та Норвегію) у квітніl 1940.Після цієї операції,  корабель використовували на допоміжних ролях, насамперед як навчальний, а також як криголам.  Він завершив службу, забезпечуючи вогневу підтримку військ на узбережжі Балтики.  Поблизу Свінемюнде 3 травня 1945, корабель налетів на скинуту британським літаком міну та доставлений на буксирі до порту. Там корабель був затоплений екіпажем на мілководді, тож значна частина надбудови, включаючи основну батарею, залишилася над водою.  До кінця бойових дій «Шлезієн» використовував своє зенітне озброєння для захисту міста від повітряних нальотів  . Після війни корабель розібрали, хоч деякі його частини залишалися на місці до 1970-тих.